# Jeanne Deny
Jeanne Deny, född 1749, död 1815, var en fransk gravör. Hon var elev till sin svåger Jean-Jacques Le Veau och verksam i Paris från 1770. 
Hon finns representerad på Nationalmuseum. 